# Grajal de Campos
Grajal de Campos è un comune spagnolo di 283 abitanti situato nella comunità autonoma di Castiglia e León.